# Шанґхай-Парде
Шанґхай-Парде (перс. شانگهاي پرده) — село в Ірані, у дегестані Лічарґі-є-Хасан-Руд, в Центральному бахші, шагрестані Бендер-Анзалі остану Ґілян. За даними перепису 2006 року, його населення становило 230 осіб, що проживали у складі 71 сім'ї.

## Клімат
Середня річна температура становить 14,30°C, середня максимальна – 27,89°C, а середня мінімальна – 0,12°C. Середня річна кількість опадів – 1115 мм.
| Клімат поселення                              | Клімат поселення | Клімат поселення | Клімат поселення | Клімат поселення | Клімат поселення | Клімат поселення | Клімат поселення | Клімат поселення | Клімат поселення | Клімат поселення | Клімат поселення | Клімат поселення | Клімат поселення |
| Показник                                      | Січ.             | Лют.             | Бер.             | Квіт.            | Трав.            | Черв.            | Лип.             | Серп.            | Вер.             | Жовт.            | Лист.            | Груд.            |                  |
| Середній максимум, °C                         | 9,57             | 9,79             | 12,09            | 17,41            | 21,95            | 25,38            | 27,89            | 27,80            | 24,12            | 20,81            | 16,02            | 11,53            |                  |
| Середня температура, °C                       | 4,85             | 5,05             | 7,35             | 12,68            | 17,23            | 20,66            | 23,83            | 23,75            | 20,06            | 16,76            | 11,95            | 7,47             |                  |
| Середній мінімум, °C                          | 0,12             | 0,31             | 2,62             | 7,94             | 12,50            | 15,93            | 19,78            | 19,70            | 16,01            | 12,70            | 7,91             | 3,42             |                  |
| Норма опадів, мм                              | 115              | 88               | 83               | 48               | 43               | 28               | 25               | 58               | 124              | 191              | 171              | 141              |                  |
| Середньомісячна швидкість вітру, м/с          | 2.30             | 2.41             | 2.40             | 2.31             | 2.40             | 2.69             | 2.60             | 2.35             | 2.18             | 2.12             | 2.02             | 2.10             |                  |
| Середньомісячна сонячна радіація, кДж/м²·день | 6762             | 8936             | 10938            | 15683            | 20099            | 22648            | 23401            | 19561            | 16008            | 10858            | 8476             | 6467             |                  |
| --------------------------------------------- | ---------------- | ---------------- | ---------------- | ---------------- | ---------------- | ---------------- | ---------------- | ---------------- | ---------------- | ---------------- | ---------------- | ---------------- | ---------------- |
| Джерело:                                      |                  |                  |                  |                  |                  |                  |                  |                  |                  |                  |                  |                  |                  |